# Kesswil
Kesswil és una municipalitat de Suïssa dins el districte d'Arbon al cantó de Turgòvia (Thurgau). L'any 2007 tenia 951 habitants.
En aquesta vila va néixer la influent psiquiatra Carl Jung.

## Història
Kesswil apareix mencionat per primera vegada l'any 817 com Chezzinwillare. Al segle xi l'Abadia de Sant gall tenia territoris a Kesswil. Des de la darreria de l'Edat Mitjana fins a 1798, Kesswil va estar sota la jurisdicció de l'Abat de Sant Gall. El 1529 la parròquia es va convertir a la Reforma Protestant.
Fins al segle xix l'economia local estava basada en la viticultura i la pesca. Amb la transició cap a la ramaderia de vaques lleteres hi va haver un impuls també de la fructicultura. L'any 2007 aquesta vila tenia una taxa d'atur de només l'1,1%. presenta un equilibri entre els sectors primari secundari i terciari.